# 桜川駅 (茨城県)
桜川駅（さくらがわえき）は、茨城県日立市国分町一丁目にあった、日立電鉄日立電鉄線の駅（廃駅）である。

## 歴史
- 1947年（昭和22年）9月1日：日立電鉄線大甕 - 鮎川間の開通に伴い開業。
- 1956年（昭和31年）8月23日：駅舎を移転。
- 1978年（昭和53年）4月1日：新駅舎を建設。
- 2000年（平成12年）：関東の駅百選に認定される。
- 2005年（平成17年）4月1日：日立電鉄線の廃線に伴い廃止。
- 2006年（平成18年）9月頃：駅舎が解体される。

## 駅構造
相対式ホーム2面2線を有する地上駅。開業当初から廃止まで有人駅であったが、ホームから駅舎を通らずに外に出ることのできる構造となっていた。駅裏手にある日立の各工場への通勤客に対する配慮から、鮎川行きのホームとそれらの工場を直結する道路があり、ラッシュ時には駅員が鮎川行きホームの端にある臨時改札に立って改札を行っていた。直営駅であったが、廃止時点で、駅員は平日の7時から9時40分及び15時50分から19時にのみ配置された。
コンクリート造りの駅舎が廃止まで使用された。駅舎内部に自動券売機の設置が1台あり、駅員無配置時間でも乗車券の購入ができた。また、乗車駅証明書発行機が設置されていた。

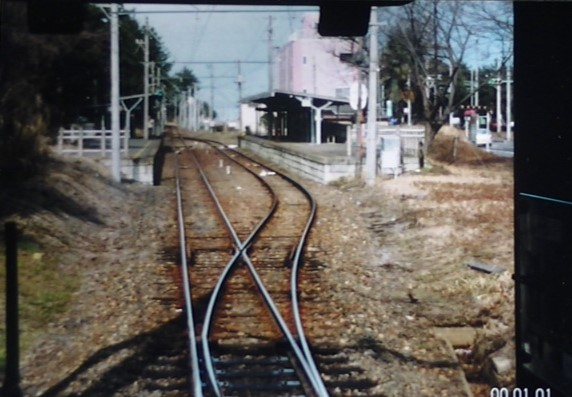
構内（2005年3月、車窓から撮影）
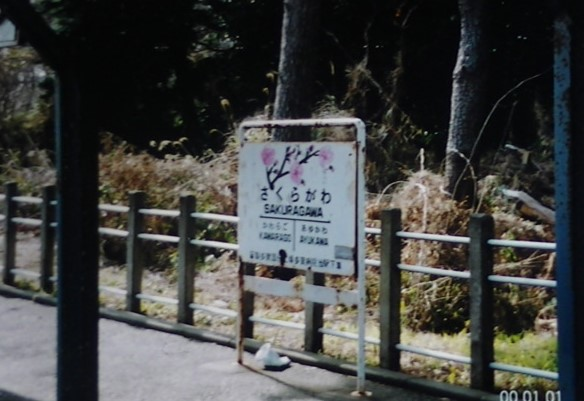
駅名標（2005年3月）

## 駅周辺
- 日立鮎川一郵便局
- 日立多賀エレクトロニクス
- 日立製作所国分事業所
- 日立産機システム多賀事業所
- 多賀総合病院
- 桜川

## 隣の駅
日立電鉄
日立電鉄線
河原子駅 - 桜川駅 - 鮎川駅